# Anastasija Biseniek
Anastasija Aleksandrowna Biseniek z d. Finogienowa (ros. Анастасия Александровна Бисениек (Финогенова); ur. 1899 w miejscowości Dno w guberni pskowskiej, zm. 13 października 1943 we wsi Zapolanje w rejonie porchowskim w obwodzie pskowskim) – radziecka partyzantka, kierowniczka podziemnej organizacji w mieście Dno w obwodzie pskowskim, uhonorowana pośmiertnie (1965) tytułem Bohatera Związku Radzieckiego.

## Życiorys
Po ukończeniu szkoły podstawowej pracowała na stacji kolejowej, od 1914 mieszkała w Piotrogrodzie, gdzie pracowała w fabryce odzieżowej. W 1919 wróciła do Dna, gdzie pracowała w internacie szkoły kolejowej, w 1921 wyszła za mąż za Łotysza Fiodora Bisenieka i przyjęła jego nazwisko. Gdy w 1922 Fiodor Biseniek wrócił do Łotwy nie mówiąc żonie, Anastasija nielegalnie przekroczyła granicę wraz z niedawno urodzonym synem, szukając męża, i potem przez 10 lat mieszkała na Łotwie, gdzie pracowała m.in. jako robotnica rolna oraz robotnica fabryczna i pracownica apteki. W tym czasie urodziła drugiego syna. W 1932 wraz z synami wróciła do RFSRR, gdzie pracowała na stacji kolejowej. 6 czerwca 1938 wskutek fałszywego donosu została aresztowana i 27 października skazana na 10 lat pod zarzutem „szpiegostwa na rzecz Łotwy”, 18 września 1939 została wypuszczona, a sprawę umorzono. Później wróciła do pracy na stacji.
Gdy 18 lipca 1941 W. Zinowjew, przewodniczący rejonowego komitetu partyjnego, zorganizował oddział partyzancki działający w rejonie Dna, A. Biseniek wstąpiła do tego oddziału wraz ze starszym synem Jurijem, który został łącznikiem. Zajmowała się m.in. rozprowadzaniem ulotek organizacji, przekazywaniem informacji o bieżącej sytuacji w mieście, pomaganiem przy przeprowadzaniu sabotażu na kolei i szkoleniem działaczy podziemia. W styczniu 1942 W. Zinowjew zginął, a ona została liderką organizacji. Latem 1943 została aresztowana, jednak po miesiącu zwolniono ją z braku dowodów. Niedługo potem dowiedziała się o aresztowaniu jej rodziców i młodszego syna Konstantina (starszy syn zginął będąc w oddziale partyzanckim). Wobec tego w sierpniu 1943 pozwoliła Niemcom się schwytać, po czym jej rodziców i syna zwolniono. Uwięziono ją w Porchowie i usiłowano zmusić do współpracy. Mimo że była brutalnie bita, odmówiła współpracy, po czym została osadzona w obozie w Zapolanje, gdzie wkrótce ją zamordowano. 8 maja 1965 pośmiertnie uhonorowano ją Złotą Gwiazdą i Orderem Lenina.